# Alcázar de San Juan-i szélmalmok
Az Alcázar de San Juan-i szélmalmok (összesen 4 darab) a közép-spanyolországi Alcázar de San Juan község ipartörténeti emlékei. Ma turisztikai célokat szolgálnak.

## Történetük és leírásuk
La Mancha éghajlata és domborzata nem kedvezett a vízimalmok létesítésének, ezért a 16. század közepétől (új technológiaként) megjelentek és elterjedtek a térségben a szélmalmok. Alcázar de San Juan községben összesen 19 ilyen malom épült, amelyből mára négy maradt meg. Az 1970-es években ez a négy malom saját nevet kapott: Dulcinea (a Don Quijote egyik szereplője, Dulcinea del Toboso után), Rocinante (Don Quijote lova), Barcelona és Fierabrás (Fierabrás egy hatalmas erejű legendás személy).
A malmok a Ciudad Real tartománybeli Alcázar de San Juan településtől délkeletre, másfél–két kilométerre találhatók a síkvidékből kiemelkedő kisebb domb, a Szent Antal-domb tetején. A négy felújított, fehérre festett építmény egy egyenes vonal mentén áll (de a szomszédosak nem egyenlő távolságra egymástól), egy kövezett talajú sétány köti össze őket. Míg a Barcelona és a Dulcinea nem rendelkezik berendezéssel, addig a Rocinante és a Fierabrás múzeumként van berendezve. Előbbinek a különböző szintjein szöveges és képes tájékoztató táblák láthatók, a Fierabrásban pedig működő malomszerkezet is található, amely részben (a harmadik, legfelső szinten például teljes egészében) a régi szerkezet másolata. Évente több alkalommal (turistalátványosságként) be is indítják őket, és valódi lisztet állítanak elő bennük.

## Képek

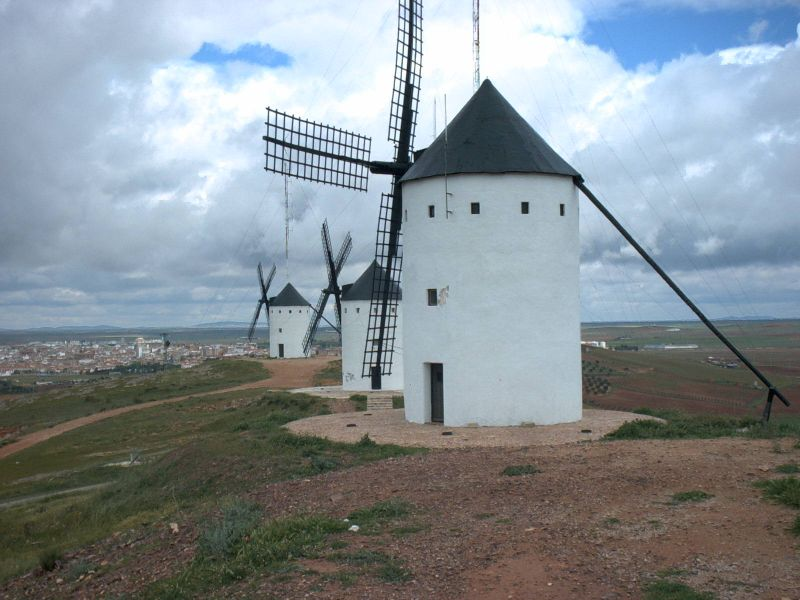
Három malom egymás mögött
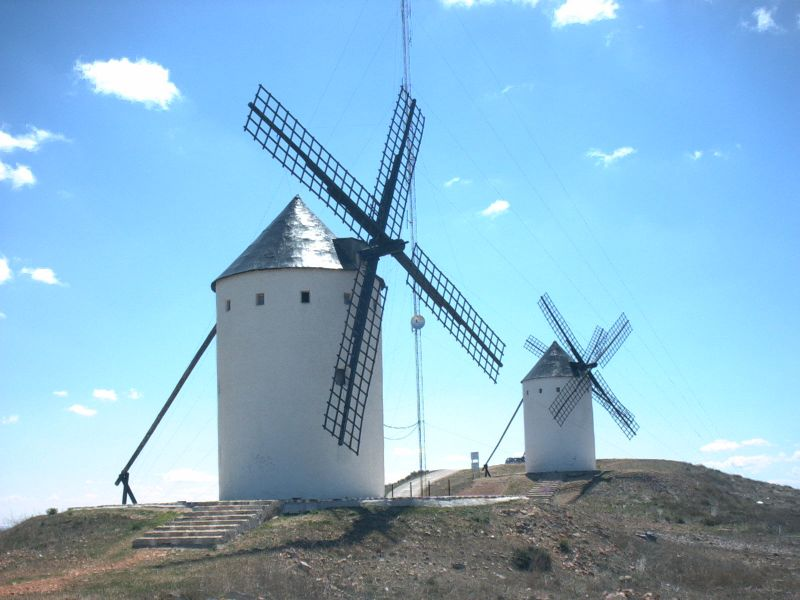
Két malom a napfényben